# Ulica Janusza Korczaka w Katowicach
Ulica Janusza Korczaka w Katowicach – ulica w katowickiej dzielnicy Szopienice-Burowiec. Ulica ta łączy Burowiec i Roździeń na południu z Borkami na północy. Rozpoczyna swój bieg przy ulicy Obrońców Westerplatte, następnie krzyżuje się z ulicami Siewną i Wandy, a kończy się przy skrzyżowaniu z ulicą Borki.

## Infrastruktura

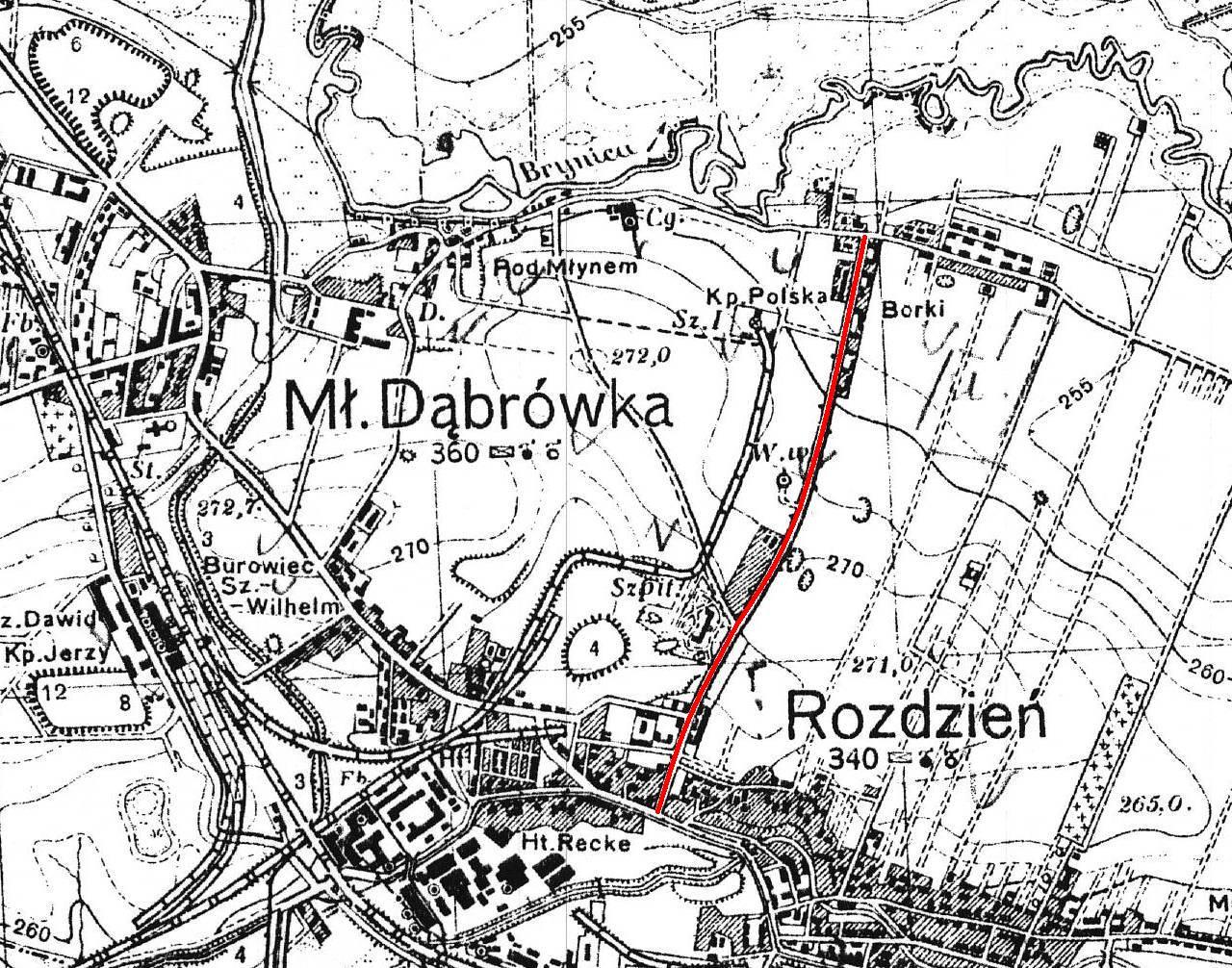
Ulica na mapie z 1933 roku

Droga posiada klasę ulicy zbiorczej. Ze względu na charakter drogi oraz jej niewielkie obciążenie ruchem samochodowym nie stanowi ona bariery dla migracji roślin i zwierząt. W 2005 roku położono nową nawierzchnię asfaltową. Tereny wokół istniejącej wieży wodnej, należące wcześniej do Zakładów Metali Kolorowych, obecnie pokrywają się roślinnością. Ślad po mieszczących się tam wcześniej budynkach stanowią kontury fundamentów na tle murawy oraz niskie murki wśród zadrzewień tego terenu. Rejon ul. Borki i ul. Janusza Korczaka znajduje się pod wpływem płytkiej eksploatacji górniczej. Pod ulicą znajduje się wodociąg o średnicy 300 mm.
Ulicą Janusza Korczaka kursuje linia autobusowa ZTM nr 70.
Przy ulicy Janusza Korczaka zlokalizowany jest teren inwestycyjny o powierzchni 8,4 ha, którego właścicielem jest miasto Katowice. Teren przeznaczono pod zabudowę mieszkaniową.
Droga zlokalizowana jest na terenie dzielnicy Szopienice-Burowiec.

## Obiekty zabytkowe

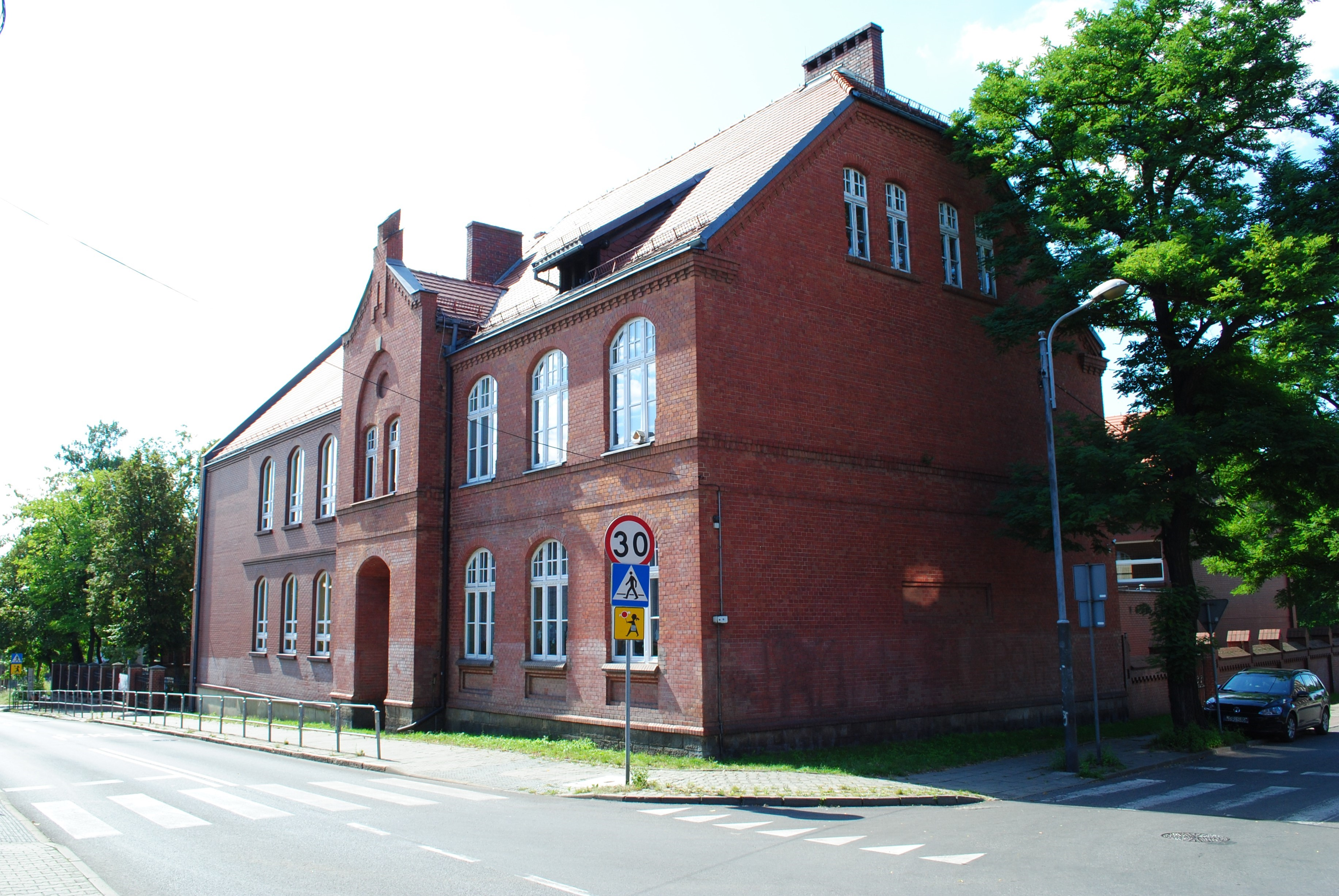
Szkoła Podstawowa nr 45 od strony ul. J. Korczaka

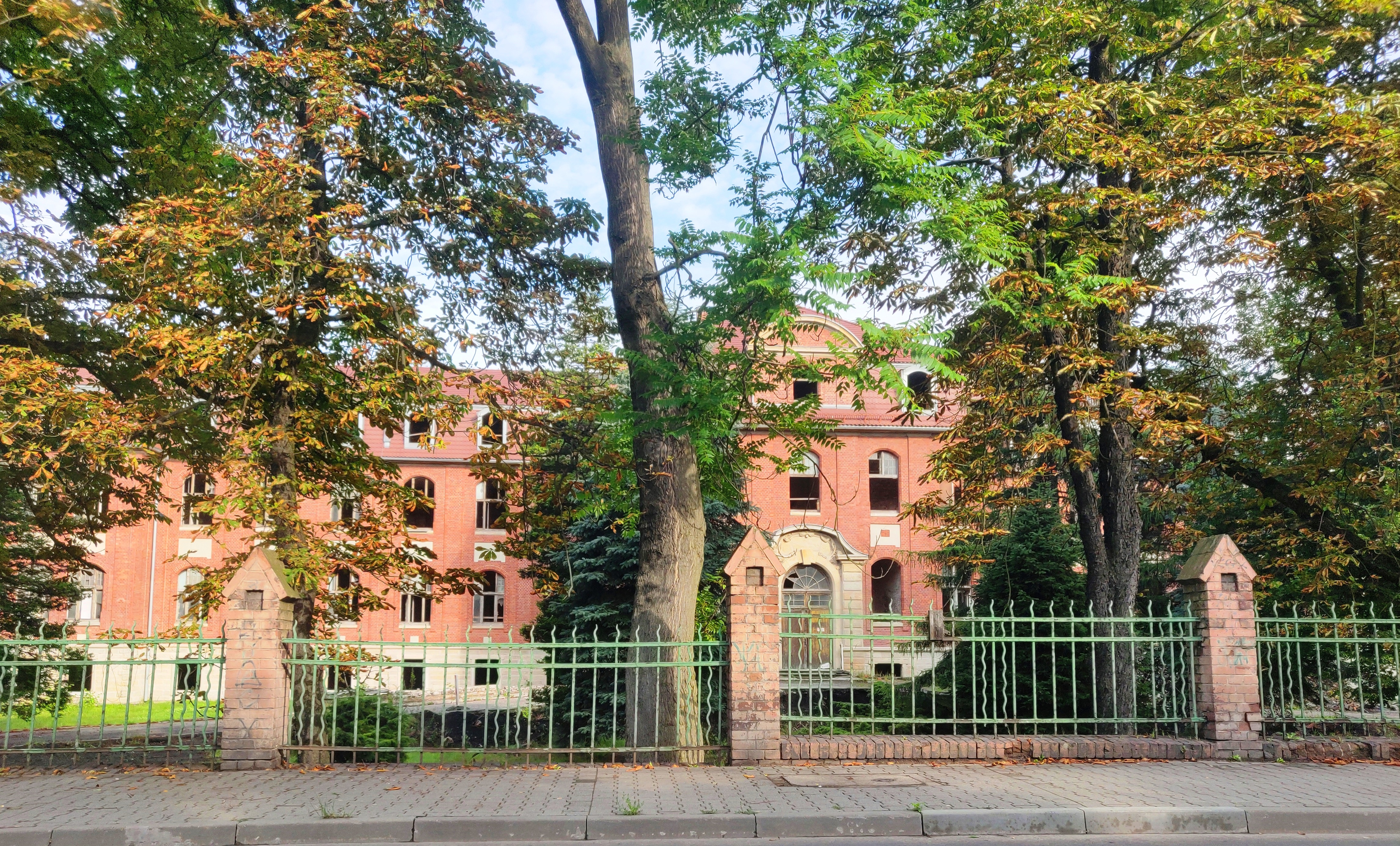
Zespół budynków dawnego szpitala hutniczego (ul. J. Korczaka 27)

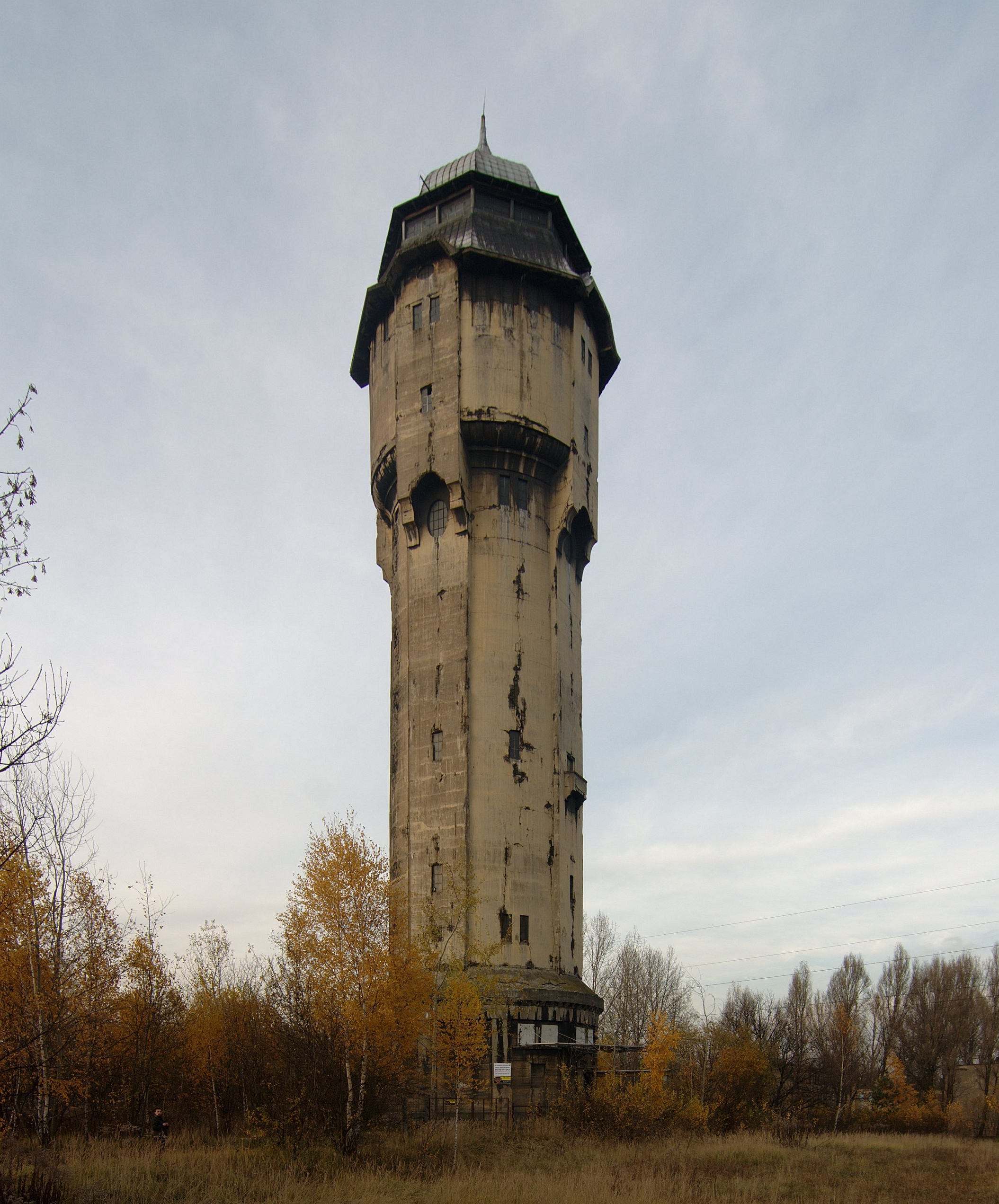
Zabytkowa secesyjna wieża wodna

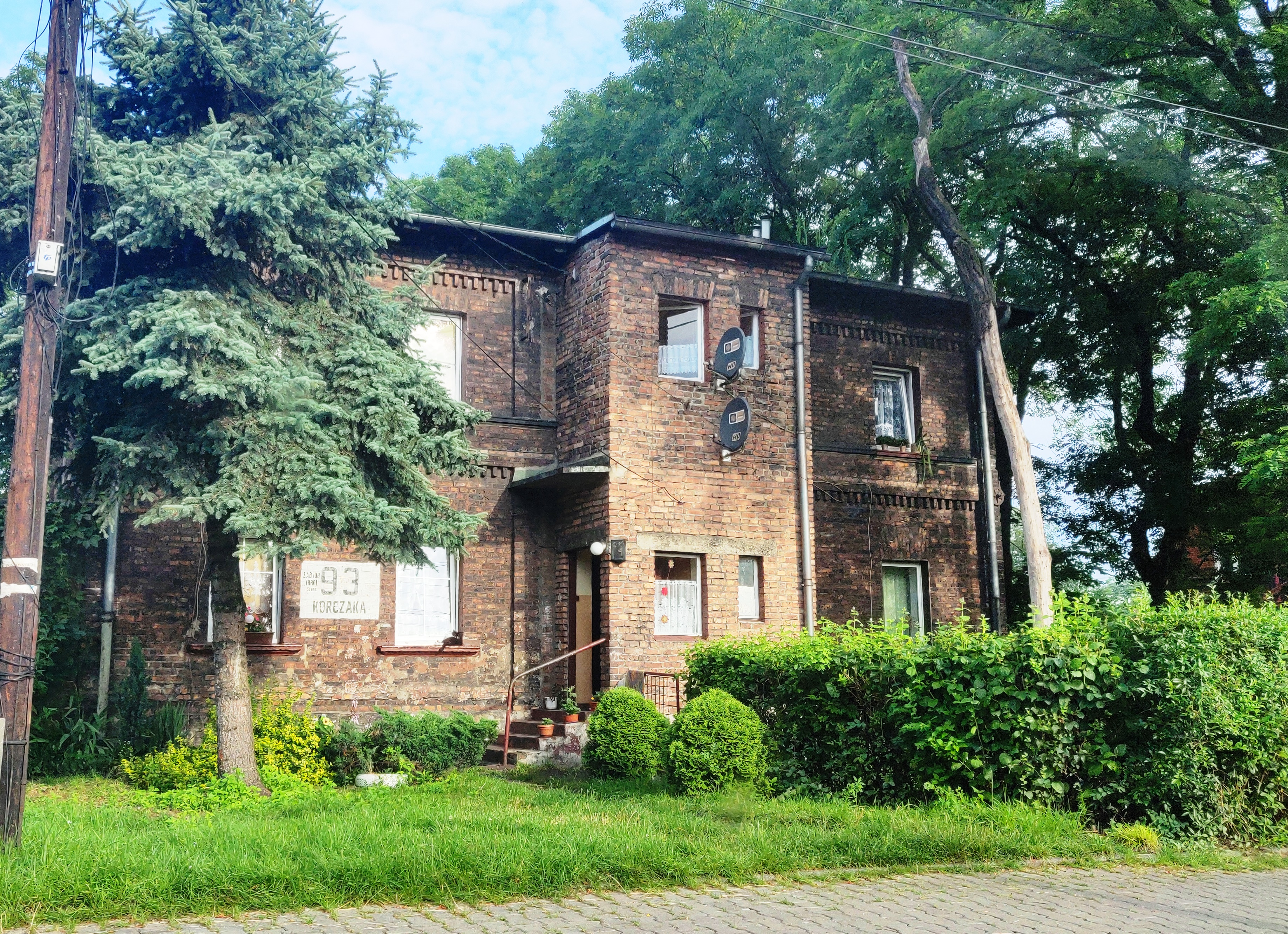
Jeden z domów robotniczych (ul. J. Korczaka 93)

Przy ulicy Janusza Korczaka znajduje się zabytkowa secesyjna wieża wodna wzniesiona w 1912 roku według projektu Jerzego i Emila Zillmannów z 1907 roku; została wpisana wraz z działką nr 1246/31 (obecnie działki nr 1611/31 i 1612/31, obr. Roździeń) do rejestru zabytków 29 października 1990 roku (nr rej.: A/1418/90, obecnie A/894/2021).
Przy ulicy Janusza Korczaka 11 znajduje się zabytkowa Szkoła Podstawowa nr 45 imienia Kornela Makuszyńskiego. W latach 1898–1902 wybudowano budynek szkoły ludowej na rogu ul. Siewnej i ul. Korczaka, w latach 1908–1909 – drugi obiekt na rogu obecnych ulic J. Korczaka i Wandy. W 1969 roku dobudowano salę gimnastyczną. W 1960 roku szkole nadano numer 45; w czasach PRL-u nosiła imię Janka Krasickiego. W 2001 roku nastąpiło tąpnięcie, spowodowane szkodami górniczymi. Ściany i fundamenty budynków szkoły oraz innych zabudowań mieszkalnych przy ul. Janusza Korczaka popękały. W latach 2009–2010 prowadzony był remont i rozbudowa szkoły. Dwa budynki szkolne (jeden z nich dawniej służył przedszkolu) zostały połączone przewiązką, dobudowano salę gimnastyczną i nowe sale lekcyjne (inwestycja wyniosła 5 130 510, 94 zł).
Inne obiekty objęte ochroną to:
- willa w ogrodzie (ul. J. Korczaka 2), wzniesiona na początku XX wieku w stylu modernizmu[14]; obecnie w obiekcie mieści się Poradnia Terapii Uzależnienia od Alkoholu i Współuzależnienia;
- dom w ogrodzie (ul. J. Korczaka 10, róg z ul. Siewną), wybudowany na początku XX wieku w stylu modernizmu[14];
- zespół trzech familoków (ul. J. Korczaka 14, 16, 18 i 20), wzniesionych na początku XX wieku w stylu historyzmu ceglanego prostego/modernizmu[14];
- kamienica mieszkalna (ul. J. Korczaka 17), wybudowana w stylu historyzmu ceglanego na początku XX wieku[14];
- zespół budynków dawnego szpitala hutniczego spółki „Giesche”[9] (ul. J. Korczaka 27); budynek szpitala (obecnie nieużywany), portiernia, park z nagromadzonymi różnorodnymi gatunkami drzew (topola włoska, wierzby płaczące, brzozy i kasztanowce, jesiony, tuje, jałowce, świerki i jodły), ogrodzenie; był to dawny szpital koncernu Georg von Giesches Erben, wybudowany w stylu historyzmu ceglanego z elementami modernizmu, w latach 1906–1908 na 110 łóżek, według projektu Jerzego i Emila Zillmannów; koszt budowy wyniósł 417 marek niemieckich, wzniesiono go na jubileusz 200-lecia istnienia firmy[17]; po II wojnie światowej jako Szpital Miejski nr 7 (następnie nr 5)[18];
- dom mieszkalny wielorodzinny z początku XX wieku (ul. J. Korczaka 37), wzniesiony w stylu historyzmu ceglanego z elementami modernizmu[14] dla koncernu Georg von Giesches Erben;
- dawne jednorodzinne domy robotnicze – część osiedla Borki (ul. J. Korczaka 78, 80, 82, 84, 86, 88, 90, 92 i 94), wzniesione w latach siedemdziesiątych XIX wieku w stylu tradycji miejscowej[14];
- domy robotnicze połączone od frontu murem (ul. J. Korczaka 87, 89, 91 i 93); wybudowane w stylu historyzmu ceglanego prostego, w latach osiemdziesiątych XIX wieku, następnie przebudowane[19];
- dawny budynek szkoły osiedla robotniczego (ul. J. Korczaka 95; róg ul. Borki); wybudowany w stylu historyzmu ceglanego z elementami neogotyku, w latach osiemdziesiątych XIX wieku[20], następnie przebudowany[14].

## Instytucje
Przy ulicy Janusza Korczaka swoją siedzibę mają: Poradnia Terapii Uzależnienia od Alkoholu i Współuzależnienia (ul. J. Korczaka 2), Centrum Psychiatrii (ul. J. Korczaka 27), przedsiębiorstwa handlowo-usługowe i hostel (ul. J. Korczaka 95).